# Bleed Like Me
Bleed Like Me − czwarty album grupy muzycznej Garbage.

## Lista utworów
1. "Bad Boyfriend" – 3:46
2. "Run Baby Run" – 3:58
3. "Right Between the Eyes" – 3:55
4. "Why Do You Love Me" – 3:54
5. "Bleed Like Me" – 4:01
6. "Metal Heart" – 3:59
7. "Sex Is Not the Enemy" – 3:06
8. "It's All Over but the Crying" – 4:39
9. "Boys Wanna Fight" – 4:16
10. "Why Don't You Come Over" – 3:25
11. "Happy Home" – 6:00

E-CD bonus wersji północnoamerykańskiej
1. "Why Do You Love Me (video)" – 3:52

bonus wersji japońskiej
1. "I Just Wanna Have Something To Do" – 2:26 (cover piosenki zespołu The Ramones)

Australian 2005 Tour DVD bonus
1. "Sex Is Not The Enemy video" – 3:07
2. "Making Of Sex Is Not The Enemy" – 5:05
3. "Bleed Like Me interview" – 30:01
4. "Cherry Lips (Live In Mexico)" – 3:20 (Audio)
5. Photo Gallery